# Seznam izraelských novin
Toto je seznam novin tištěných v Izraeli. V tomto seznamu se nachází pouze tištěné noviny a neobsahuje zdroje typu internetových zpravodajských serverů, rádií nebo TV. Většina novin je v Izraeli publikována v hebrejštině, ale některé se zaměřují na arabsky hovořící obyvatelstvo, či na imigranty hovořící množstvím jiných jazyků (nejčastěji rusky a anglicky). V Izraeli je díky kombinaci vysoké míry gramotnosti (95 %, u židovské populace až 100 %) a kulturnímu zájmu v politice a aktuálním dění, velice vysoký počet prodaných výtisků novin.

## Deníky
| Název                | jazyk                     | původní název        | překlad                 | založení | druh             | náklad          |
| -------------------- | ------------------------- | -------------------- | ----------------------- | -------- | ---------------- | --------------- |
| Kalkalist            | hebrejština               | כלכליסט              | Ekonom                  | 2008     | deník            |                 |
| Globes               | hebrejština               | גלובס                |                         | 1986     | deník            | 25 000          |
| Ha'arec              | hebrejština, angličtina   | הארץ                 | Země (izraelská)        | 1918     | deník            | 65 000-75 000   |
| ha-Modia             | hebrejština               | המודיע               | Hlasatel                | 1950     | deník            | 25 000          |
| Jisra'el ha-jom      | hebrejština               | ישראל היום           | Dnešek v Izraeli        | 2007     | deník            |                 |
| Israel-Nachrichten   | němčina                   |                      | Izraelské noviny        | 1935     | deník            |                 |
| al-Ittihad           | arabština                 | الاتحاد              | Spojení                 | 1944     | několikrát týdně |                 |
| Jated ne'eman        | hebrejština               | יתד נאמן             | Věrný/spolehlivý základ | 1985     | deník            | 25 000          |
| Jedi'ot achronot     | hebrejština               | ידיעות אחרונות       | Nejnovější novinky      | 1939     | deník            | 300 000-600 000 |
| The Jerusalem Post   | angličtina, francouzština |                      |                         | 1932     | deník            | 30 000          |
| Kul al-Arab          | arabština                 | كل العرب             | Všichni Arabové         | 1987     | několikrát týdně |                 |
| Ma'ariv (deník)      | hebrejština               | מעריב                | Večer                   | 1948     | deník            | 160 000-270 000 |
| Makor rišon          | hebrejština               | מקור ראשון           | První zdroj             | 1997     | deník            |                 |
| Metro Israel         | hebrejština               | מטרו ישראל           |                         | 2007     | deník            |                 |
| Naša Strana          | ruština                   | Наша Страна          | Naše země               | 1970     | deník            | 35 000          |
| Novosti Něděli       | ruština                   | Новости Недели       | Týdenní noviny          |          | deník            |                 |
| Panorama             | arabština                 | بانوراما Bánúrámá    |                         |          | několikrát týdně |                 |
| Russkij Izrailtjanin | ruština                   | Русский Израильтянин | Ruský Izraelec          |          | deník            |                 |
| al-Sennara           | arabština                 | الصنارة              | Udice                   | 1983     | několikrát týdně |                 |
| Vesti                | ruština                   | Вести                | Novinky                 |          | deník            |                 |

## Týdeníky

### Národní
- Be-Ševa (בשבע, V sedm - podle stejnojmenné televizní stanice) - týdeník určený ortodoxním Židům
- ha-Cofe (הצופה) (Hlídač) — (založen 1938), výtisk zhruba 60 000, týdně vkládán do Makor Rišon
- Ša'ar le-matchil (שער למתחיל, Brána pro začátečníka): noviny v jednoduché hebrejštině, které pomáhají novým inigrantům zvládnout jazyk
- Questnewspaper (קווסט)

### Lokální

#### Tel Aviv a region Dan
- Zman Tel Aviv (Tel Aviv Time)
- Iton Tel Aviv (Tel Aviv Newspaper)
- ha-Ir (The City)
- Time Out
- Lecte Najes/Lecte Neuigkeiten (jidiš)

### Jeruzalém
- Kol ha-ir (Celé město, homofon pro Hlas města)
- Kol ha-zman (Všechen čas, homofon pro Hlas času)
- Iton Jerušalajim (Jeruzalémské noviny)
- Bonus

### Haifa
- Kolbo (Supermarket)
- Chadašot Haifa ha-Cafon (Haifa a severní zprávy)
- Jedi'ot Haifa (Haifa News)

### Negev a jižní Izrael
- Ševa (Sedm, odkazuje k městu Beerševa)
- Kol-bi (Vše ve mně)
- Arad Cvi
- Akhbar Al-Naqab (arabsky, Novinky Negevu)

## Zaniklé noviny
- Chadašot
- Al ha-mišmar
- Davar
- ha-Olam ha-ze
- ha-Boker
- Kol ha-am
- Al ha-mišmar
- Israeli
- Chazit ha-am
- Vremja (v ruštině)
- Panorama (v ruštině)
- Luch (v ruštině)
- Blumenthals Neueste Nachrichten (nový název: Israel-Nachrichten)